# Valeriano II
Públio Licínio Cornélio Valeriano (em latim: Publius Licinius Cornelius Valerianus; m. 258), melhor conhecido como Valeriano II, era o filho mais velho do imperador Galiano (r. 253–268) e a imperatriz Cornélia Salonina e neto de Valeriano (r. 253–260).

## Vida
Nasceu em data e local desconhecidos. Era filho mais velho do imperador Galiano (r. 253–268) e a imperatriz Cornélia Salonina e neto de Valeriano (r. 253–260). Em 256, quando ainda era menor de idade, foi elevado à posição de césar de seu pai e avô e participou nas expedições de seu pai na fronteira do Reno contra os invasores francos e alamanos.
Em 258, luta com Galiano na fronteira do Danúbio e foi designado governador nominal da Ilíria, com Ingênuo como supervisor. Morreu no começo do ano de causas naturais ou em combate e é sucedido por seu irmão Salonino como césar.

## Numismática
As moedas cunhadas no tempo de Valeriano II representam a continuidade da "dinastia" formada por Galiano e Valeriano e nelas há a inscrição alusiva IOVI CRESCENTI ("o crescente Júpiter") que descreve Valeriano II como o infante Júpiter cavalgando nas costas da cabra Amalteia. É considerável a cunhagem póstuma emitida em seu nome e ela talvez reflete a tristeza de sua família. Além disso, se pensa que as moedas nas quais seu rosto aparece com uma longa mecha de cabelo atrás de sua orelha pode ser uma alusão ao deus egípcio Hórus.